# 村上昭夫
村上 昭夫（むらかみ あきお、1927年1月5日 - 1968年10月11日）は、日本の詩人。

## 生涯
岩手県東磐井郡大東町（現：一関市）出身。生地は現在の陸前高田市。両親は叔父と姪の関係であった。岩手中学校（現：岩手高等学校）を卒業。第二次世界大戦中、日本鋳造鶴見工場に学徒動員。工場の寮に募集斡旋があったことから満州国哈爾濱省官吏となるが、8月に終戦。ソ連のシベリアで二年間の過酷な抑留生活を送る。
1946年に帰国後、1947年に盛岡郵便局に勤務、労働組合機関誌を編集して小説や詩を発表する。しかし1950年に結核が発病し、退職を余儀なくされる。この結核との闘病生活は41歳で亡くなる最期まで続く。村上の創作活動は闘病生活の中、サナトリウムでの俳句から始まり、やがて同じサナトリウムに入院してきた詩人の高橋昭八郎の影響から詩に転じた。
処女詩集で唯一の詩集である『動物哀歌』は、村野四郎が序文と編集を担当し、第8回晩翠賞及び第18回H氏賞を受賞している。しかし贈呈式への出席は叶わなかった。
末弟で岩手放送の元ディレクターである村上成夫が評伝を書いている。同郷の詩人北畑光男が村上昭夫研究誌「雁の声」を主宰している。またコールサック社の「コールサック文芸・学術文庫」から『村上昭夫著作集』上下巻が刊行された。

## 略歴
- 1927年 岩手県東磐井郡大原町（現：一関市大東町）に生まれる
- 1939年 岩手中学校（現：岩手高校）入学
- 1950年 岩手医大サナトリウム入院
- 1954年 岩手県詩人クラブ結成会員
- 1959年 詩誌「La」の会入会、『動物哀歌』として作品発表。
- 1967年 第8回土井晩翠賞
- 1968年 第18回H氏賞受賞

## 詩集
- 『動物哀歌』思潮社 1967年

## 詩碑
- 村上昭夫詩碑（盛岡市立図書館）[2]

## 関連人物
- 村野四郎
- 北畑光男